# Industry Foundation Classes
IFC (z angl. The Industry Foundation Classes) je otevřený neutrální souborový formát podporující sdílení dat na principu Informačního modelu budovy, který umožňuje komunikaci mezi jednotlivými účastníky stavebního procesu a jejich softwarovými BIM nástroji. Specifikace IFC je registrována jako oficiální mezinárodní norma ISO 16739:2018.
Kvůli usnadnění sdílení dat mezi různými softwarovými aplikacemi ve stavebnictví je formát IFC zahrnut do řady národních norem tzv. BIM mandátu, povinného využívání BIM technologií pro nadlimitní veřejné stavební zakázky (např. ve Skandinávii).

## Historie
Iniciativa IFC započala v roce 1994, kdy Autodesk založil oborové konsorcium pro vývoj tříd C++ podporujících vývoj aplikací. Toto konsoricium, původně nazvané Industry Alliance for Interoperability, změnilo v roce 1997 jméno na International Alliance for Interoperability (IAI) a v roce 2005 na buildingSMART. Jeho cílem je stále vývoj a publikování Industry Foundation Class (IFC) jako neutrálního modelu projekčních AEC produktů podle požadavků projekčního životního cyklu.
Aktuální specifikací formátu IFC je úroveň IFC4 (březen 2013), resp. rozpracovaná IFC4.3.RC4 (červenec 2021).
IFC formát je dnes podporován řadou předních softwarových BIM a CDE aplikací certifikovaných organizací buildingSMART, např. Autodesk Revit, Tekla Structures, ArchiCAD nebo Autodesk Civil 3D.